# Història de l'art a Occident
Els treballs que tradicionalment es fan sobre Història de l'Art normalment tenen com objecte d'estudi l'evolució de la història de l'art occidental, fruit de l'eurocentrisme corrent en la societat europea i nord-americana. Aquests treballs acostumen a excloure fins i tot alguns períodes artístics com el romà d'Orient o l'àrab clàssic tot i que part d'aquests es van desenvolupar en territori europeu. No obstant això, en considerar la cultura occidental com a element fonamental de la vida contemporània aquest estudi es fa necessari a fi de comprendre l'abast de l'art al voltant del món, rebent influències i sent influït per altres moviments.
Els estudis sobre història de l'art, d'altra banda, solen centrar-se en la pintura, l'arquitectura i l'escultura, deixant de costat altres branques com la literatura o la música, disciplines que són estudiades en treballs més especialitzats.
Aquesta història de l'art occidental pot considerar-se majoritàriament restringida al context europeu per més de tres mil·lennis: el nucli principal de l'art occidental roman al continent europeu fins a mitjans del segle xx, quan comença a traslladar-se també cap als Estats Units, especialment després de la Segona Guerra Mundial.

## Art de l'edat antiga
Els primers conceptes teòrics respecte a l'estudi de les arts sorgeixen durant l'Antiguitat. Encara que cobreix un període bastant llarg, destaca la formulació de l'estètica clàssica realitzada en les cultures grega i romana.
Durant pràcticament tota l'Antiguitat, l'art va estar molt associat a les necessitats formals dels rituals religiosos: les diferents formes de producció artística (pintura, escultura, arquitectura), buscaven d'alguna forma portar per al món mortal els valors del món diví. Aquesta visió de l'art es troba especialment entre els egipcis i babilonis. Els grecs i romans, tanmateix, encara que conreessin aquesta necessitat, van caminar cap a un art amb nous significats. L'art, per a ells, es va convertir en una forma d'humanisme.

### Art egipci
Vegeu l'article principal sobre l'art de l'antic Egipte
D'altra banda, mentre que en l'art mesopotàmic hi ha una exaltació de la vida, en l'egipci hi ha una exaltació de la mort, arribant a manifestar-se en els primers moments la idea que el faraó continuava regnant després de la mort. A Egipte, a partir de la quarta dinastia, el faraó passa a ser concebut com un Déu (teocràcia), i això tindrà el seu reflex en l'art.
No existia la noció de perspectiva, els grecs la comencen a desenvolupar en el concepte anomenat escorç i en el renaixement, se sistematitza. D'aquesta forma, la pintura i els relleus egipcis es caracteritzen per plasmar la realitat de forma bidimensional d'una manera simbòlica (hieratisme): els personatges de major importància, com els faraons, es representaven a una escala major que les altres figures.
Pel que fa a l'arquitectura egípcia, s'han conservat poques restes d'arquitectura civil, per la qual cosa les obres més notòries són els edificis religiosos i funeraris, de caràcter monumental. En l'actualitat s'acostumen a identificar les piràmides com el tipus de construcció més representativa de l'antic Egipte.

### Art clàssic: Grècia i Roma
Els grecs són els responsables d'un concepte d'art que prevaldrà pràcticament en tota la producció artística occidental durant més de 2000 anys. La paraula grega per a l'art, tekné, que també significa tècnica o ofici, estarà associada a la idea de mimesi, que considera que al món real, la manifestació artística ha de representar la recerca de l'ideal. L'ideal, per als grecs, era representat per la perfecció de la naturalesa, d'aquesta manera, l'art ha de ser perfecte. Per tant, segons el punt de vista clàssic, l'art és una imitació de la naturalesa i no es redueix a un simple retrat d'ella, sinó que busca una naturalesa ideal i universal. La recerca d'aquest ideal universal de naturalesa és, per a l'art clàssic, la recerca de la bellesa universal, ja que la naturalesa, sent perfecta, és bella. No existeix separació, segons aquest punt de vista, entre art, ciència, matemàtiques i filosofia: tot coneixement humà està destinat a la recerca de la perfecció.
Els grecs són responsables també d'una sèrie d'avenços des del punt de vista tècnic de la producció artística. L'art grec per excel·lència va ser l'escultura: els grecs la desenvoluparen de forma impressionant, i serà considerada un model a seguir per altres cultures del mateix període. La recerca de les proporcions naturals perfectes va portar també que l'escultura grega establís determinats cànons de bellesa que, encara que absolutament naturalistes, estaven allunyats de la realitat quotidiana. Les proporcions dels cossos humans ideals seguien normes rígides, de manera que la producció escultòrica fos una recerca i una conseqüència d'aquests cànons: per exemple, l'altura del cos masculí hauria de correspondre aproximadament a set vegades i mitja l'altura del cap. Aquesta proporcionalitat ha arribat a l'actualitat, gràcies a la conservació de textos vitruvians durant l'edat mitjana, encara que és probable que tractats diferents reflectissin regles diferents.
En el terreny de l'arquitectura, els edificis més característics de l'art grec són els temples, els quals s'acostumen a classificar segons la tipologia de les seves plantes i l'ordre o estil de les columnes. Els romans reproduïren molts dels esquemes arquitectònics grecs i introduïren nous elements com a l'arc, així com noves tècniques i materials de construcció. A Roma, d'altra banda, l'arquitectura civil cobrarà una major importància.

## Art de l'edat mitjana
L'art durant l'edat mitjana va estar gairebé exclusivament lligat a la religió, més concretament al cristianisme. Durant aquest període, en el qual la immensa majoria de la població era illetrada, les arts visuals eren el principal mitjà per comunicar les idees religioses junt amb els sermons. L'Església Catòlica era una de les poques institucions prou riques per a pagar l'obra dels artistes i, per tant, la major part de les obres d'aquest període eren de naturalesa religiosa (condicionant l'aparició del que es coneix com a art sacre).
Des de la caiguda de l'Imperi romà, moltes de les tècniques artístiques de la Grècia Antiga es van perdre, la qual cosa va portar a la pintura medieval a ser majoritàriament bidimensional. Com no hi havia cap noció de perspectiva en l'art, les persones retratades eren pintades grans o menors d'acord amb la seva importància. Junt amb la pintura, la tapisseria va ser una forma d'art medieval molt important, tenint en compte que els tapissos eren necessaris per mantenir la calor interna dels castells (construïts en pedra) durant l'hivern. La tapisseria medieval més famosa és la seqüència de tapissos francesos coneguts com: La dame à la licorne.
Destaquen dos moviments arquitectònics (relacionats principalment amb la construcció de catedrals) el romànic i el gòtic.

### Art romànic
Vegeu l'article principal sobre l'art romànic
En arquitectura destaca la profusió de la torre com a element de defensa i símbol de poder. L'església romànica recorda la basílica romana i utilitza la volta de canó.

### Art gòtic
Vegeu l'article principal sobre l'art gòtic
L'aparició de noves tècniques de construcció comporta que la catedral gòtica sigui molt singular. Si bé la planta no mostra una modificació substanciosa respecte al romànic, en l'alçat la transformació és radical; la catedral guanya alçada i redueix el gruix del mur. Elements que possibiliten aquesta transformació són: la volta ogival i el contrafort. En la construcció de les catedrals es buscava crear una sensació "mística" en l'interior d'aquestes, és a dir, es buscava uns interiors que recreessin un ambient "celestial", efecte que es fa més notori gràcies a l'alçada de les seves construccions i a la penetració de llum solar a través dels vitralls. Resulta difícil identificar artistes individuals en aquest període, llevat d'algun mestre d'obra en les construccions arquitectòniques, la major part de les obres són d'autors anònims.
Un fet a tenir en compte és l'aparició dels gremis en aquest període, agrupant artesans que ostentaven el monopoli del coneixement pràctic de determinada branca de la producció.
Destaca el desenvolupament dels primitius flamencs amb una evolució pictòrica que incloïa la incorporació de la pintura a l'oli i la perspectiva, dues tècniques que varen exportar cap a Itàlia, influint en el procés de canvi al renaixement. Un dels seus representants més importants fou el pintor Jan van Eyck.

## Art de l'edat moderna

### El Renaixement
L'Home de Vitruvi de Leonardo da Vinci és el símbol de l'esperit humanista del Renaixement. L'art d'aquest període reflecteix les característiques del disseny: classicisme, raó i simetria.
Durant l'edat mitjana europea, les pintures i escultures tendien a estar centrades en el tema religiós, especialment en el Cristianisme. Però, a mesura que el Renaixement emergia, el focus d'atenció dels artistes es trasllada cap al passat clàssic, buscant influències en la Grècia i la Roma antigues, portant a profunds canvis tant en els aspectes tècnics com en els motius i temàtics de la pintura i l'escultura. Els pintors van passar aleshores a augmentar el realisme dels seus treballs utilitzant les noves tècniques de perspectiva (de nou redescobertes i bastant desenvolupades), representant d'una manera més realista les tres dimensions. La manipulació de la llum i l'ombra, present en els treballs de Ticià amb contrast de tons, va ser realitzada excel·lentment mitjançant les tècniques de chiaroscuro i de sfummato desenvolupades per Leonardo da Vinci. Els escultors també redescobriren moltes tècniques antigues com el contraposto.
També s'adoptaren molts elements de l'arquitectura grega i romana, però la gran innovació de l'arquitectura renaixentista serà el perfeccionament de la construcció de cúpules, destacant la cúpula de Santa Maria del Fiore, a Florència.
Seguint l'esperit humanista del període, l'art es va bolcar cap a temàtiques més laiques, buscant motius en la mitologia clàssica afegint-los als temes cristians. Aquest gènere d'art acostuma a denominar-se classicisme. Els tres artistes renaixentistes més influents són Leonardo da Vinci, Michelangelo Buonarroti i Rafael Sanzio, pertanyents al renaixement italià.

Períodes:
- Renaixement italià - finals del segle xiv fins a mitjan segle XVI
- Renaixement nòrdic - segle XVI

### Manierisme, Barroc i Rococó
En l'art europeu, el Classicisme renaixentista es va dividir en dos moviments diferents: el manierisme i el barroc. El primer, una reacció contra la perfecció idealista del Classicisme, va emprar la distorsió de la llum i dels espais a l'obra a fi d'emfatitzar el seu contingut emocional i les emocions de l'artista. L'art barroc va portar les tècniques de representació del Renaixement fins a nous horitzons, emfatitzant els detalls i el moviment en la seva recerca de la bellesa. Potser els pintors barrocs més coneguts siguin Rembrandt i Rubens.
El barroc es caracteritza per ser un art recarregat, en el qual se li dona un especial èmfasi a l'expressivitat, moltes vegades exagerada. L'art barroc és freqüentment vist com a part d'una estratègia de la Contrareforma o reforma catòlica: l'element artístic de l'apogeu de la vida espiritual de l'Església Catòlica. Per a alguns historiadors de l'art l'èmfasi que l'art barroc dona a la grandiositat és vist com un reflex de l'Absolutisme. Lluís XIV va dir: "Jo sóc l'encarnació de la grandiositat", i molts artistes barrocs serviren als reis buscant aquest mateix objectiu. Tanmateix, l'amor barroc pel detall és amb freqüència considerat com el resultat d'un excessiu ornamentalisme, en certa forma, vulgar, especialment quan el barroc evoluciona cap a l'estil decoratiu anomenat Rococó. Després de la mort de Lluís XIV, el rococó va imposar-se per un curt període, decaient de seguida. Com a efecte de l'aversió a l'ornamentació excessiva del rococó tindrà lloc el naixement del neoclassicisme.
Períodes:
- Manierisme - segle XVI
- Barroc - segle xvii fins a mitjan segle XVIII
- Rococó - mitjan segle XVIII

## Art de l'edat contemporània
El simbolisme. L ́herència del segle xix. Les bases de l'avantguarda.
Tema 2 
El postimpressionisme. Cézanne i el retorn a la natura. Van Gogh, l'expressió 
de la individualitat. Gauguin i el retorn a l'origen.
Tema 3 
L'expressionisme. Violència i llibertat expressiva. Die Brücke, contra la 
figuració naturalista. Der Blaue Reiter. La Nova Objectivitat. Max Beckmann.
Tema 4 
El cubisme. El coneixement i l'emoció. El cubisme primitiu i el cubisme 
sintètic. Picasso, Gris, Braque. Les paintres cubistes, Apollinaire.
Tema 5 
Els manifestos futuristes. Marinetti. Poesia i destrucció. La vida 
metropolitana i la indústria moderna. Abstracció i constructivisme.
Tema 6 
L'avantguarda russa. El suprematisme i l'autonomia de les formes 
abstractes. Malèvitx. El Neoplasticisme i la utopia abstracta: De Stijl.
Tema 7 
La revolució dadaista. Una exigència moral. Berlín, Hausmann. Nova York, 
Man Ray, Duchamp, Arthur Cravan.
Tema 8 
La revolució surrealista. La irrupció de l'inconscient i l'automatisme. Ernst, Miró, Dalí.

### Neoclassicisme, Romanticisme, Academicisme, Realisme
A mesura que el temps passava, molts artistes es manifestaven contraris a l'ornamentalisme dels estils anteriors i buscaven tornar a un art més racional com en el renaixement, formant l'estil que serà conegut com a neoclassicisme. El neoclassicisme va ser el component artístic del moviment intel·lectual conegut com la il·lustració, aquesta va ser igualment idealista. Ingres, Antonio Canova i Jacques-Louis David són els artistes més destacats del neoclassicisme. El neoclassicisme tindrà vigència en les diferents arts fins a principis del segle xx
En l'arquitectura els teòrics adoptaren de nou les formes de l'art Romà i renaixentista, però defensant la racionalitat i funcionalitat de les construccions i rebutjant el dinamisme i els elements ornamentals que havien caracteritzat l'etapa anterior. Un altre element característic de l'arquitectura neoclàssica és la seva monumentalitat, utilitzada amb la finalitat de comparar els regnes i imperis del moment amb la grandiositat de l'Imperi Romà.

La llibertat guiant al poble, d'Eugène Delacroix, és un dels quadres més importants del Romanticisme.

De la mateixa manera que el manierisme rebutjava el classicisme, el romanticisme rebutjava les idees il·lustrades i l'estètica neoclàssica. L'art romàntic utilitzava el color i la gestualitat amb la intenció de retratar les emocions, però, com el classicisme, utilitzava la mitologia clàssica i la tradició com una important font d'inspiració. Altres focus d'atenció del romanticisme varen ser: el seu èmfasi en la naturalesa, al retrat del poder i la bellesa del món natural, sempre idealitzats d'acord amb un jo. El romanticisme va ser també un gran moviment literari, especialment en la poesia. Entre els majors artistes romàntics hi ha Eugène Delacroix, Francisco Goya i William Blake.
Molts artistes d'aquest període tendiren a presentar una posició centralitzadora que els va portar a adoptar simultàniament característiques d'ambdós estils el romàntic i el neoclàssic, de manera de sintetitzardora. Les diferents temptatives varen prendre forma en l'Acadèmia Francesa. Es considera que Adolphe William Bouguereau encapçala aquesta nova tendència artística.
A inicis del segle xix, l'aspecte i la societat d'Europea es van veure radicalment alterada per la industrialització. La pobresa, la misèria i la desesperació semblaven ser la destinació del nou proletariat creat per la Revolució Industrial. En resposta a aquests canvis esdevinguts en la societat sorgeix el moviment realista. El realisme procura retratar acuradament les condicions de vida i dificultats per les quals passen les classes populars en l'esperança de canviar la societat. Per a aquest moviment, l'artista ha de representar el seu temps, sense que hagi de posicionar-se per un partit definit: ha de retratar els punts que considera adequats, denunciant la societat. En contrast amb els romàntics, que eren essencialment optimistes amb el destí humà, el realisme va retratar la vida de les profunditats d'una terra urbana sense ordre. Igual que el romanticisme, el realisme es va desenvolupar també com un moviment literari. Entre els grans pintors realistes hi ha Gustave Courbet i Edouard Manet (qui obriria el camí per a l'Impressionisme).
Períodes:
- Neoclassicisme - segle xviii al segle XIX
- Romanticisme - finals de segle xviii fins a mitjan segle XIX
- Academicisme
- Realisme: segle XIX

### Impressionisme, postimpressionisme
Sorgit de l'estètica naturalista del realisme, però al mateix temps apartant-se d'ella, va créixer un important moviment artístic: l'impressionisme. Sorgeix la fotografia i aquesta captura el lloc de la pintura de retrats, i els artistes s'aboquen en la recerca de l'element fonamental de la pintura i cabdal de la fotografia: la llum i en segon terme el moviment. Els impressionistes van ser els pioners en l'ús de la llum a la pintura com a forma de capturar la vida des del punt de vista físic, segons els mecanismes de l'ull humà. Edgar Degas, Edouart Manet, Claude Monet, Camille Pissarro i Pierre-Auguste Renoir estaven relacionats amb el moviment impressionista.
Buscant noves formes d'expressió i de diàleg amb la realitat, sorgiren artistes que, encara que amb un origen impressionista, se separaren del moviment, preveient l'adveniment de l'art modern. Genèricament anomenats, postimpressionistes, entre els integrants d'aquest grup (que no tenien cap vincle formal, sent moltes vegades desconeguts uns dels altres) s'incloïen: Vincent van Gogh, Paul Gauguin i Paul Cézanne.
Períodes:
- Impressionisme
- Postimpressionisme

### Art modern i avantguardes
Encara que la conceptuació de l'art modern sigui complicada (depenent del punt de vista, aquest pot incloure períodes i moviments diversos), hi sol haver un consens que aquest està estrictament relacionat amb les avantguardes artístiques que van proliferar a inicis del segle xx, considerades com una evolució de l'obra del trio Van Gogh, Gauguin i Cézanne. De qualsevol manera, la idea de modernitat està en general relacionada amb una nova forma de lluitar amb el problema estètic, repudiant les regles de la tradició i buscant un "esperit de l'època". A causa d'això, els diferents moviments moderns i avantguardistes són, moltes vegades, antagònics. En aquesta època també sorgeix el cinema.
Seguit de l'impressionisme ve el fauvisme, considerat per alguns com l'inicial art modern. Així com els impressionistes van revolucionar l'ús de la llum, també ho faran els fauvistes amb el color. En ser repensat pel que fa a expressió, després del fauvisme, l'art modern va començar a desenvolupar-se en diverses direccions, anant de l'expressionisme (preocupat per l'evocació d'emocions), al cubisme (repensant l'espai bidimensional i la seva relació amb l'espai tridimensional), i l'art abstracte. Aquestes noves formes d'art augmentaren els límits de les nocions tradicionals del que es considera "art" i es correspon amb els canvis similars que s'esdevenien en la societat humana, en la tecnologia i el pensament.
Al mig d'un ambient pessimista marcat per la Primera Guerra Mundial sorgeix el dadaisme com a corrent que intenta trencar amb tots els esquemes tradicionals de l'art i amb la mateixa idea de bellesa, presentant-se a si mateixa com un corrent antiartístic.
El surrealisme és normalment classificat com una forma d'art modern. Però els mateixos surrealistes van proposar el corrent del surrealisme com una nova era en la història de l'art, dient que aquella noció (surrealisme quan una de les fases de l'art del període) simplificava massa la relació del surrealisme amb l'estètica i falsament el caracteritzaria com un moviment restringit a un determinat període. Els surrealistes estaven preocupats amb l'"escriptura automàtica" de l'ésser humà, reveladora del seu subconscient (els avenços en la psicologia amb Freud van influir decisivament en el surrealisme).
Altres formes d'art modern (algunes de les quals es relacionen amb l'art contemporani) inclouen:
Moviments:
- Futurisme
- Constructivisme
- Lletrisme
- Expressionisme abstracte
- Informalisme

### Art contemporani
Encara que l'eix cultural internacional continuï sent predominantment occidental, tenint a Nova York i París les seves capitals tradicionals, l'art practicat en els últims 50 anys ha trencat amb aquest límit: l'art practicat a Orient, a l'Àfrica i altres llocs ha guanyat més relleu. D'aquesta forma, l'art deixa de ser limitat al concepte occidental tradicional, incorporant noves cultures i allunyant-se cada vegada més de la idea d'una "tradició artística vernacla". Tanmateix, diversos crítics al·leguen que, encara que existeix una aparent internacionalització de la cultura, l'ideari occidental continua sent venut com a model i tot el que és estranger és venut (i consumit) com a "exòtic".
Moviments:
- Minimalisme
- Pop art
- Art conceptual
- Arte Povera
- Art postmodern